# 島原市立有明中学校
島原市立有明中学校（しまばらしりつ ありあけちゅうがっこう）は、長崎県島原市有明町大三東戊（おおみさきぼ）にある公立中学校。

## 概要
歴史
1947年（昭和22年）の学制改革の際に新制中学校として創立された「大三東中学校」（おおみさき）と「湯江中学校」（ゆえ）の2校が統合されて、1960年（昭和35年）に「有明村立有明中学校」となった。2015年（平成27年）に創立55周年を迎えた。
校章
校歌
1971年（昭和46年）に制定。作詞は宮崎康平、作曲は寺崎良平による。
校区
島原市有明地区（旧・有明町）全域。小学校区は島原市立大三東小学校、島原市立高野小学校、島原市立湯江小学校。

## 沿革
前史（旧・大三東中学校）
- 1947年（昭和22年）4月1日 - 学制改革（六・三制の実施）が行われる。
  - 大三東村国民学校の初等科が改組され、大三東村立大三東小学校となる。
  - 大三東村国民学校の高等科が青年学校の普通科とともに改組され、新制中学校「大三東村立大三東中学校」が発足。
    - 小学校の2階建て木造校舎6教室を使用。初代校長には古賀茂成が就任。
- 1948年（昭和23年）- 2階建て木造校舎8教室（第一期工事）が完成。
- 1949年（昭和24年）4月 - 特別教室棟（第二期工事）が完成。
- 1955年（昭和30年）4月1日 - 大三東村と湯江村が合併し、有明村が発足。これに伴い「有明村立大三東中学校」に改称。
- 1960年（昭和35年）3月31日 - 有明村立湯江中学校との統合により閉校。ただし統合校舎が完成するまでの間、大三東校舎として使用を継続。

前史（旧・湯江中学校）
- 1947年（昭和22年）4月1日 - 学制改革（六・三制の実施）が行われる。
  - 湯江村国民学校の初等科が改組され、湯江村立湯江小学校となる。
  - 湯江村国民学校の高等科が青年学校の普通科とともに改組され、新制中学校「湯江村立大三東中学校」が発足。
    - 当初、小学校の2階部分を使用。初代校長には織田累治が就任。
- 1948年（昭和23年）- 城之尾の元小学校跡地に中学校校舎26教室を新築。
- 1950年（昭和25年）- 木造2階建て8教室が完成。
- 1955年（昭和30年）4月1日 - 湯江村と大三東村が合併し、有明村が発足。これに伴い「有明村立湯江中学校」に改称。
- 1960年（昭和35年）3月31日 - 有明村立大三東中学校との統合により閉校。ただし統合校舎が完成するまでの間、湯江校舎として使用を継続。

統合・有明中学校
- 1960年（昭和35年）4月1日 - 有明村立の中学校2校（大三東・湯江）が統合され、「有明村立有明中学校」が開校。
  - 統合校舎が完成するまでの間、旧2校の校舎を「大三東校舎」・「湯江校舎」として使用を継続。校長には湯江中学校第2代校長、松本定が就任。
- 1961年（昭和36年）11月3日 - 有明町の発足により、「有明町立有明中学校」に改称。
- 1962年（昭和37年）- 城山（現在地）に木造2階建て校舎第一棟が完成し、まず新1年生を全員収容。
- 1963年（昭和38年）- 木造2階建て校舎2棟とコンクリート造2階建ての本館が完成し、全学年を収容。大三東・湯江校舎の使用を終了。
- 1966年（昭和41年）
  - 3月 - 体育館が完成。
  - 11月 - 技術科教室が完成。
- 1970年（昭和45年）- 有明町立学校給食センターの完成により、完全給食を開始。体育倉庫と部室が完成意。
- 1971年（昭和46年）3月 - 校歌を制定。
- 1984年（昭和59年）- 鉄筋コンクリート造4階建ての新校舎が完成。木造校舎を解体。
- 1985年（昭和60年）4月 - 相撲場を設置。
- 1993年（平成5年）3月 - 雲仙普賢岳の噴火活動による降灰対策として空調設備が整備される。
- 2006年（平成18年）1月1日 - 有明町が島原市に編入され、「島原市立有明中学校」（現校名）に改称。

## 交通アクセス
最寄りの鉄道駅
- 島原鉄道線 有明湯江駅、大三東駅 - 駅からはかなり離れている。

最寄りのバス停
- 島鉄バス 水分・畜産線「甘木」・「神社前」・「大原」・「中」バス停

最寄りの国道
- 国道251号（島原街道）

## 周辺
- 島原市役所 有明庁舎（旧・有明町役場）
- 島原市有明図書館・有明生涯学習センター
- 島原市有明福祉センター美人の湯
- 島原市有明歴史民俗博物館
- 島原市青少年武道館
- 勝光寺・勝光幼稚園
- 心香保育園